# Баке (песма)
Баке је дечија песма која се налази у збирци дечије књижевности Детињство, познате српске песникиње Десанке Максимовић.

## Анализа песме
У овој песми песникиња говори о својој највећој жељи. Док неки желе лутке, пајаце, добоше или трубе, живе мачиће, кучиће, коке или голубове, она би највише волела да има три баке. Прва бака причала би јој приче и песме, друга би је бранила док се мама љути на њу, а трећа би место ње читала из буквара. Тако би песникиња ваздан била срећна и само би се играла до краја детињства.

## О песникињи
Десанка Максимовић је српска песникиња, приповедач, романсијер, писац за децу, академик Српске академије наука и уметности, повремено преводилац, најчешће поезије с руског, словеначког, бугарског и француског језика.
Писала је песме о детињству, љубави, завичају, природи, животу, пролазности, па и смрти.
Осим њених значајних песмама за младе и одрасле, Десанка Максимови значајна је песникиња за децу. Као и остале песме, и дечије песме обилују прекрасним песничким сликама, богате су стилским фигурама и свака носи лепу поуку. Деца једнако уживају у поезији ове песникиње као и одрасли, наравно, читајући о темема које су им примереније и које могу да разумију. Управо такве песме налазе се у њеној збирци дечје књижевности „Детињство“.